# Brigitta Kanyaro
Brigitta Kanyaro (* 5. September 1991 in Várpalota, Ungarn) ist eine rumänische Schauspielerin.

## Leben
Brigitta Kanyaro besuchte ab September 2010 die 1st filmacademy in Wien, die sie im Juni 2013 mit staatlicher Bühnenreifeprüfung abschloss.
2016 war sie im Kinofilm Mein Fleisch und Blut als Rezeptionistin zu sehen, 2017 spielte sie im ORF-Fernsehfilm Für dich dreh ich die Zeit zurück eine Reporterin. Im Kurzspielfilm Unsere stillsten Stunden (Liniște) von Alex Iures verkörperte sie die weibliche Hauptrolle Diana. Der Film wurde unter anderem bei den TIFF Awards Romanian Days in der Kategorie Award for Short Film nominiert.
2018 stand sie für Dreharbeiten zur ORF-Fernsehserie Letzter Wille vor der Kamera, in der sie an der Seite von Johannes Zeiler als Erbenermittler Paul Schwarz eine Hauptrolle hatte und dessen Mitarbeitern Julia Marquard verkörperte.
Im Kurzspielfilm Die Waschmaschine (2020) von Dominik Hartl verkörperte sie neben Thomas Schubert als Simon die weibliche Hauptrolle Lea. Episodenrollen hatte sie 2020 in der ORF-Serie Walking on Sunshine.

## Filmografie (Auswahl)

### Als Schauspielerin
- 2015: Blockbuster – Das Leben ist ein Film (Kinofilm)
- 2016: Mein Fleisch und Blut (Kinofilm)
- 2017: Mathias (Kurzfilm)
- 2017: Für dich dreh ich die Zeit zurück (Fernsehfilm)
- 2018: Hoermanns (Kurzfilm)
- 2018: Unsere stillsten Stunden (Liniște, Kurzfilm)
- 2020–2021: Walking on Sunshine (Fernsehserie)
- 2020: Die Waschmaschine (Kurzfilm)
- 2020: Letzter Wille (Fernsehserie)
- 2024: SOKO Linz – MC4C (Fernsehserie)

### Als Drehbuchautorin
- 2024: Schnell ermittelt (Fernsehserie, Folge Rudolf Faden)

## Hörspiele (Auswahl)
- 2024: Die Mama und ihr Bub von Helmut Hostnig, Regie Ursula Scheidle, Ö1[9]

## Auszeichnungen und Nominierungen
Romyverleihung 2021
- Nominierung in der Kategorie Beliebtester Nachwuchs weiblich[10]